# Austrofundulus guajira
Austrofundulus guajira är en fiskart som beskrevs av Hrbek, Taphorn och Jamie E. Thomerson 2005. Austrofundulus guajira ingår i släktet Austrofundulus och familjen Rivulidae. Inga underarter finns listade.